# Ландтаг (Свободное Государство Пруссия)
Ландтаг Пруссии (нем. Preußischer Landtag; в переводе с нем. — «Прусский земельный сейм») — нижняя палата парламента Пруссии в 1920-1934 гг.
Также, прусским ландтагом назывались собрание сословий Королевской Пруссии, провинции Польского королевства с 1466 года (с 1569 года Речи Посполитой) по 1772 год.

## История
Конституция Пруссии, принятая Прусским земельным собранием в 1920 году предусматривала наличие Ландтага в качестве законодательного органа.

### Первый созыв (1921—1924)
Первые выборы в Ландтаг Свободного государства Пруссия состоялись 20 февраля 1921 года. По сравнению с выборами Учредительного собрания в 1919 году социал-демократы и их союзники по коалиции (центристы и демократы) потеряли значительное количество голосов и мандатов, в то время как их оппоненты из Национальной народной, Народной и Коммунистической партий улучшили свои позиции. Несмотря на это, коалиция смогла сохранить парламентское большинство, завоевав 221 мандат из 428. Новым министром-президентом в апреле 1921 года стал центрист Адам Штегервальд, сформировавший кабинет, состоящий из центристов, демократов и беспартийных.
В ноябре 1921 году Штегервальд подал в отставку, и кабинет возглавил Отто Браун из СДПГ, сформировавший «большую коалицию», в которую, помимо социал-демократов, центристов и демократов также вошла Народная партия. В том же году ландтаг рассмотрел вопрос об отделении провинции Ганновер от Пруссии, отклонив его большинством голосов. Однако одобрение было удивительно высоким — почти четверть депутатов голосовало за. В отличие от остальной части Германии стабильность политической ситуации в Пруссии была особенно примечательна, особенно на фоне кризисного 1923 года (оккупация Рура, пик гиперинфляции в Германии, политические волнения).

### Второй созыв (1924—1928)
Следующие выборы состоялись в 1924 году. Социал-демократы, центристы и демократы смогли получить лишь 222 места из 450, Народная партия потеряла почти четверть мандатов, а более правая Национальная народная смогла увеличить своё представительство почти в полтора раза. Вскоре после выборов Национальная народная, Народная и Коммунистическая партии совместно смогли вынести вотумы недоверия министру-президенту Отто Брауну, министру внутренних дел Карлу Зеверингу и министру торговли и промышленности Вильгельму Зирингу. Некоторое время спустя Отто Браун был переизбран министром-президентом; но после его отказа, новым главой кабинета стал центрист Вильгельм Маркс. После того, как ему не удалось добиться стабильного большинства, министром-президентом был избран демократ Херман Хёпкер-Ашофф, но он также не вступил в должность. Новое правительство Веймарской коалиции удалось сформировать только 3 апреля 1925 года Отто Брауном. Правительство пережило вотум недоверия в мае 1925 года.
Одним из важнейших решений прусского ландтага второго созыва стало упразднение в 1927 году усадебных округов (Gutsbezirke) как политических единиц.

### Третий созыв (1928—1932)
Выборы 1928 года закончились победой левых (СДПГ и КПГ), в то время как устоявшиеся буржуазные партии (Демократическая, Национальная народная и Народная) и центристы потеряли позиции, в некоторых случаях значительно. С другой стороны, Экономическая партия и ряд других более мелких партий смогли улучшить своё положение. Несмотря на неудачу демократов и центристов, Веймарская коалиция под руководством Отто Брауна смогла получить парламентское большинство, 226 мандатов из 450.
Утверждение ландтагом третьего созыва конкордата между Пруссией и Святым Престолом в 1929 году имело большое значение для прусских католиков.
В августе 1931 года состоялся референдум по роспуску прусского ландтага, инициированный союзом фронтовиков «Стальной шлем» и поддержанный Национальной народной, Народной, Коммунистической и Национал-социалистической немецкой рабочей партиями. Для успеха референдума требовалось 13,2 миллиона голосов или более 50 % имеющих право голоса. Однако за проголосовало 9,8 миллиона человек (36,9 %), таким образом, референдум провалился.

### Четвёртый созыв (1932—1934)

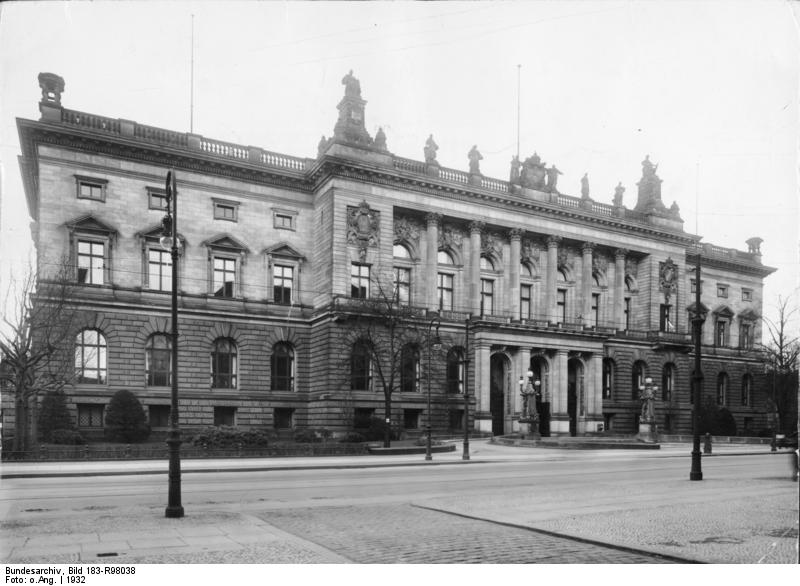
Здание Прусского ландтага в 1932 году.

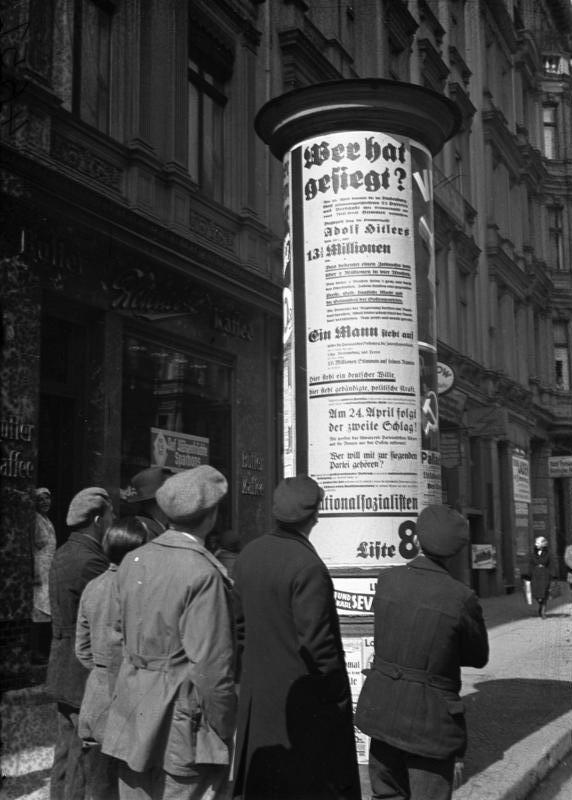
Предвыборный плакат НСДАП на выборах в Пруссии 1932 года.

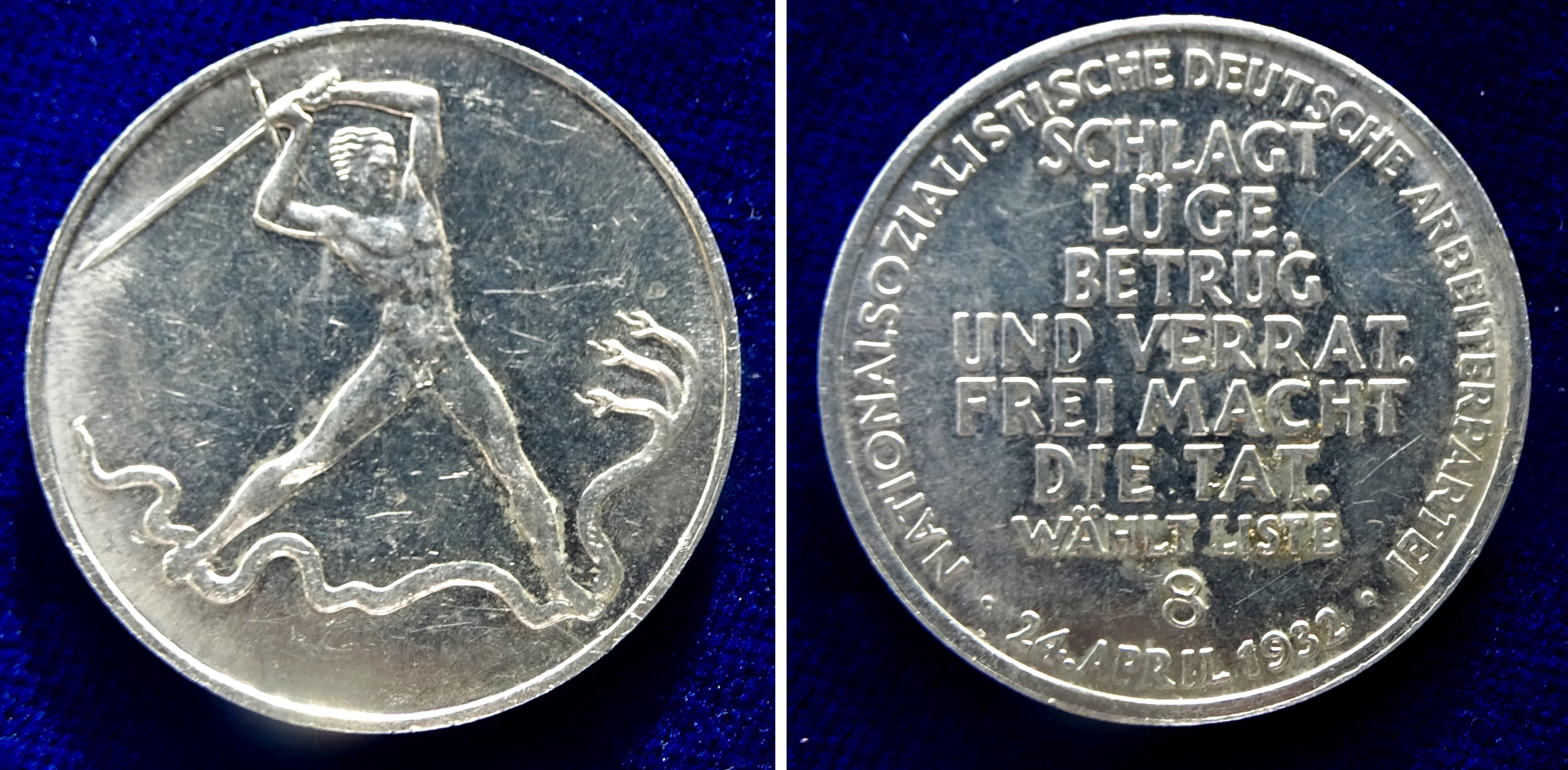
Медаль НСДАП, вручавшаяся тем кто пожертвовал деньги на предвыборную кампанию партии в 1932 году.

Четвёртые выборы в Прусский ландтаг состоялись 24 апреля 1932 года. По их итогам ведущей политической силой земельного парламента стала Национал-социалистическая немецкая рабочая партия, набрав около 36,3 % голосов и завоевав 162 мандата из 423, в то время как на предыдущих выборах за нацистов проголосовало всего 1,84 %. НСДАП и КПГ вместе завоевали 219 мандатов, тем самым лишив все остальные политические силы возможности сформировать правительство парламентского большинства без нацистов и коммунистов. Таким образом, у власти остался кабинет Брауна в соответствии с 59-й статьей конституции, став правительством меньшинства. 
Политический кризис в Пруссии привёл к вмешательству имперских властей. 20 июля 1932 года рейхспрезидент Пауль фон Гинденбург сместил правительство Пруссии, назначил рейхсканцлера Франца фон Папена рейхкомиссаром этой крупнейшей земли Германии и уполномочил его «взять на себя официальные дела прусского премьер-министра». Правительство Брауна обратилось в Государственный апелляционный суд Германского рейха, который 25 октября 1932 года объявил декрет Гинденбурга частично неконституционным. Однако, в нарушение решения суда, 6 февраля 1933 года рейхспрезидент посредством ещё одного декрета передал рейхскомиссару фон Папену полномочия которые всё ещё были у правительства Брауна. Иск, немедленно поданный правительством Брауна против нового постановления в суде не был не рассмотрен.
После прихода к власти Гитлера была предпринята попытка заставить Прусский ландтаг самораспуститься, которая потерпела неудачу из-за голосов социал-демократов, демократов, центристов и коммунистов. «Коллегия трёх», в которую всё ещё входил Браун, также отказалась распускать ландтаг. И только когда фон Папен вошёл в коллегию вместо Брауна на основании указа рейхспрезидента от 6 февраля 1933 года, а Конрад Аденауэр, председатель Государственного совета, отказался присутствовать на заседании, земельный парламент был распущен 6 февраля и были назначены новые выборы — вместе с выборами в Рейхстаг — на 5 марта 1933 года.
Последние выборы в Прусский ландтаг завершились убедительной победой НСДАП и их союзников из Чёрно-бело-красного боевого фронта (коалиция Немецкой национальной народной партии и «Стального шлема»), которые получили абсолютное большинство в ландтаге, 254 места из 476. 7 апреля 1933 года Адольф Гитлер назначил Германа Геринга министром-президентом Пруссии. 18 мая 1933 года ландтаг вслед за рейхстагом одобрил Закон о чрезвычайных полномочиях для Пруссии. После этого ландтаг больше никогда не собирался. Роспуск Рейхстага 14 октября 1933 года привёл, согласно § 11 Гляйхшальтунга, «без дальнейших церемоний к роспуску парламентов земель». Раздел 1 Закона о реконструкции Рейха от 30 января 1934 года окончательно упразднил представительные органы земель.

## Полномочия
- принятие, изменение и дополнение земельных законов;
- утверждение земельного бюджета, утверждение внесения изменений и дополнений в него.

## Председатель Прусского ландтага
Для ведения своих заседаний Прусский ландтаг избирал своего председателя, а для его замещения — нескольких заместителей председателя.

## Совет старейшин
Организацию заседаний Прусского ландтага осуществлял Совет старейшин, состоявший из Председателя Прусского ландтага, заместителя Председателя Прусского ландтага и представителей фракций.

## Комитет по защите прав народного представительства
Для осуществления своих полномочий между своими сессиями Прусский ландтаг избирал Комитет по защите прав народного представительства перед правительством земли (Ausschuß zur Wahrung der Rechte der Volksvertretung gegenüber dem Staatsministerium).

## Парламентские процедуры
по требованию не менее одной пятой членов Прусский ландтаг мог создавать комиссии по расследованию (статья 25(1));

## Роспуск
Мог быть распущен решением большинства членов), решением «коллегии трёх» (состоит из премьер-министр, председателей ландтага и государственного совета) или референдумом (статья 14).

## Председатели Ландтага
| Портрет | Портрет | Фамилия          | Политическая принадлежность                       | Срок полномочий               |
| ------- | ------- | ---------------- | ------------------------------------------------- | ----------------------------- |
|         |         | Роберт Лейнерт   | Социал-демократическая партия Германии            | 1921 — 1924                   |
|         |         | Фридрих Бартельс | Социал-демократическая партия Германии            | 1924 — 1931                   |
|         |         | Эрнст Виттмак    | Социал-демократическая партия Германии            | 1931 — 1932                   |
|         |         | Ганс Керрл       | Национал-социалистическая немецкая рабочая партия | 24 мая 1932 — 14 октября 1934 |

## Избирательная система

### Назначение выборов
Выборы в ландтаг назначались правительством земли по согласованию с советом старейшин ландтага действующего созыва.

### Избирательные округа
- избирательные округа (Wahlkreis) соответствую провинциям или округам густонаселённых провинций:
  - избирательный округ № 1 «Восточная Пруссия» (провинция Восточная Пруссия);
  - избирательный округ № 2 «Берлин» (Большой Берлин);
  - избирательный округ № 3 «Потсдам II» (уезды Беесков-Шторков и Тельтов провинции Бранденбург);
  - избирательный округ № 4 «Потсдам I» (прочие уезды округа Потсдам провинции Бранденбург);
  - избирательный округ № 5 «Франкфурт-на-Одере» (округ Франкфурт и провинция Позен Западная Пруссия);
  - избирательный округ № 6 «Померания» (провинция Померания);
  - избирательный округ № 7 «Бреслау» (округ Бреслау провинции Силезия);
  - избирательный округ № 8 «Лигниц» (округ Лигниц провинции Силезия);
  - избирательный округ № 9 «Верхняя Силезия» (провинция Верхняя Силезия);
  - избирательный округ № 10 «Магдебург» (округ Магдебург Провинции Саксония);
  - избирательный округ № 11 «Мерзебург» (округ Мерзебург Провинции Саксония);
  - избирательный округ № 12 «Эрфурт» (округ Эрфурт Провинции Саксония);
  - избирательный округ № 13 «Шлезвиг-Гольштейн» (провинция Шлезвиг-Гольштейн);
  - избирательный округ № 14 «Везер-Эмс» (округа Аурих и Оснабрюк провинции Ганновер);
  - избирательный округ № 15 «Восточный Ганновер» (округ Штаде и Люнебург провинции Ганновер);
  - избирательный округ № 16 «Южный Ганновер» (округ Ганновер и Хильдесхайм провинции Ганновер);
  - избирательный округ № 17 «Вестфалия-Север» (округа Мюнстер и Минден провинции Вестфалия);
  - избирательный округ № 18 «Вестфалия-Юг» (округ Арнсберг провинции Вестфалия);
  - избирательный округ № 19 «Гессен-Нассау» (провинция Гессен-Нассау);
  - избирательный округ № 20 «Кёльн-Аахен» (округа Кёльн и Аахен Рейнской провинции);
  - избирательный округ № 21 «Кобленц-Трир» (округа Кобленц и Трир Рейнской провинции);
  - избирательный округ № 22 «Дюссельдорф-Восток» (города Вупперталь, Дюссельдорф, Эссен, Ремшайд, Золинген, уезды Дюссельдорф, Леннеп, Метман, Золинген)
  - избирательный округ № 23 «Дюссельдорф-Запад» (города Крефельд, Дуйсбург, Хамборн, Мюльхайм-на-Руре, Мёнхенгладбах, Нойсс, Оберхаузен, Рейдт и Штеркреде, уезды Клеве, Крефельд, Динсланкен, Гельдерн, Гладбах, Гревенбройх, Кемпен, Мёрс, Нойс, Реес)
- избирательные участки (Wahlbezirk) соответствовали общинам или городским округам.

### Избирательные комитеты
Подсчёт голосов при выборах в ладтаг земли Пруссия осуществляли:
- на земельном уровне — Земельный избирательный комитет (Landeswahlausschuss), состоявший из земельного руководителя выборов (landeswahlleiter), которым по должности являлся Министр внутренних дел Пруссии[15], и назначавшихся им заседателей;
- на уровне избирательных округов — окружной избирательный комитет (kreiswahlausschuss), состоявший из окружного руководителя выборов (kreiswahlleiter) и заседателей;
- на уровне избирательных участков — избирательное правление (wahlvorstand), состоявший из избирательного старосты (Wahlvorsteher) и заседателей.

### Избирательное право
Избирательное право — с 20 лет, пассивное — с 25 лет.

### Избирательный процесс
Избирательная система — пропорциональная по многомандатным избирательным округам с допущением блокировки с открытым списком при автоматическом методе, одно место на каждые 40 000 (с 1932 года — 50 000) голосов в округе, оставшиеся голоса распределяются по спискам провинций, в соответствии с которыми дополнительные места выделяются на каждые 40 000 (с 1932 года 50 000) голосов, за оставшиеся более 20 000 (1932: 25 000) голосов дополнительные места не выделяются, но не более того, сколько уже было выделено для выдвижения кандидатур от округов.

## Выборы в Ландтаг Пруссии (1919—1933)

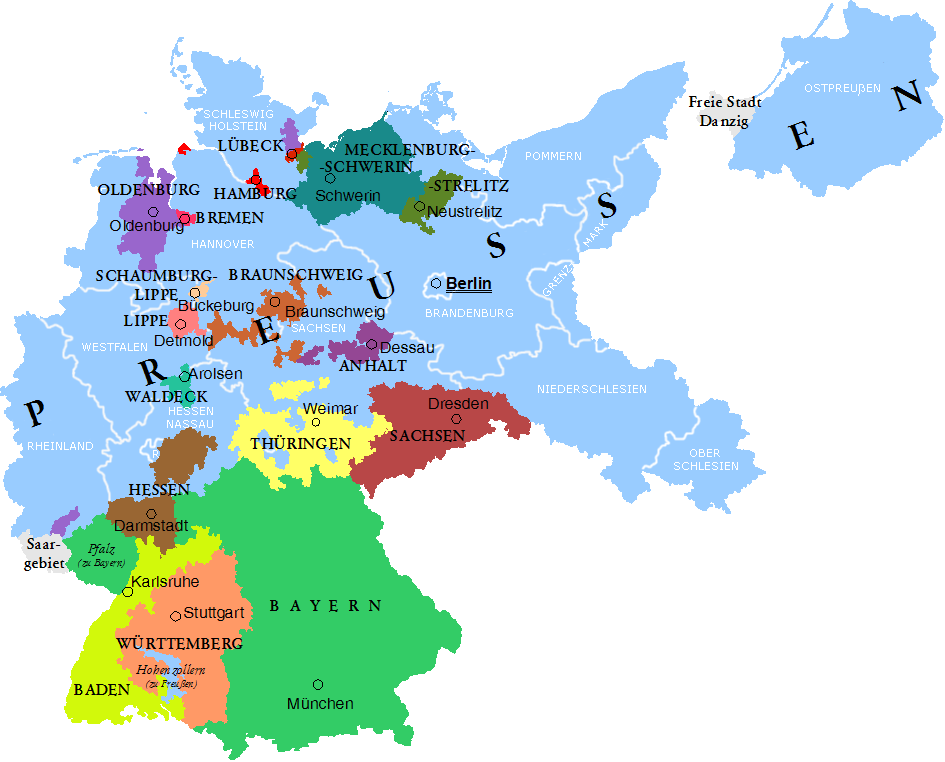
Пруссия в составе Веймарской республики (светло-синий цвет).

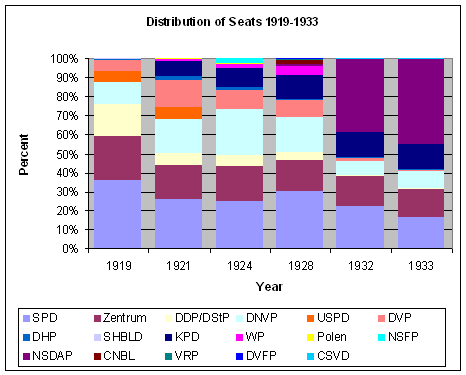
График результатов выборов.

Выборы в Ландтаг Свободного государства Пруссия проводились в период с 1918 по 1933 год. С 1919 по 1928 год больше всего голосов и мандатов получала Социал-демократическая партия Германии (СДПГ), а в 1932 и 1933 годах на них побеждала Национал-социалистическая немецкая рабочая партия (НСДАП). Ниже приведена обзорная таблица выборов в ландтаг с 1919 по 1933 год:
| Год        | 1921 | 1921 | 1924 | 1924 | 1928 | 1928 | 1932 | 1932 | 1933 | 1933 |
| ---------- | ---- | ---- | ---- | ---- | ---- | ---- | ---- | ---- | ---- | ---- |
| Партия     | %    | Мест | %    | Мест | %    | Мест | %    | Мест | %    | Мест |
| SPD        | 25,9 | ▼109 | 24,9 | ▲114 | 29,0 | ▲137 | 21,2 | ▼94  | 16,6 | ▼80  |
| Zentrum    | 17,9 | ▼76  | 17,6 | ▲81  | 15,2 | ▼71  | 15,3 | ▼67  | 14,1 | ▲68  |
| DDP/DStP   | 5,9  | ▼26  | 5,9  | ▲27  | 4,4  | ▼21  | 1,5  | ▼2   | 0,7  | ▲3   |
| DNVP       | 18.0 | ▲76  | 23,7 | ▲109 | 17,4 | ▼82  | 6,9  | ▼31  | 8,9  | ▲43  |
| USPD       | 6,4  | ▲27  |      |      |      |      |      |      |      |      |
| DVP        | 14,0 | ▲59  | 9,8  | ▼45  | 8,5  | ▼40  | 1,5  | ▼7   | 1,0  | ▼3   |
| DHP        | 2,4  | ▲11  | 1,4  | ▼6   | 1,0  | ▼4   | 0,3  | ▼1   | 0,2  | ▲2   |
| SHLP       |      |      |      |      |      |      |      |      |      |      |
| KPD        | 7,5  | 31   | 9,6  | ▲44  | 11,9 | ▲56  | 12,3 | ▲57  | 13,2 | ▲63  |
| WP         | 1,2  | ▲4   | 2,4  | ▲11  | 4,5  | ▲21  |      |      |      |      |
| Polen      | 0,4  | 2    | 0,4  | 2    |      |      |      |      |      |      |
| NSFP       |      |      | 2,5  | 11   |      |      |      |      |      |      |
| NSDAP      |      |      |      |      | 1,8  | 6    | 36,3 | ▲162 | 43,2 | ▲211 |
| CNBL       |      |      |      |      | 1,5  | 8    | 0,7  | ▼0   |      |      |
| VSB        |      |      |      |      | 1,3  | 2    |      |      |      |      |
| DVFP       |      |      |      |      | 1,1  | 2    |      |      |      |      |
| CSVD       |      |      |      |      |      |      | 1,2  | 2    | 0,9  | ▲3   |
| Всего мест | 421  | 421  | 450  | 450  | 450  | 450  | 423  | 423  | 476  | 476  |

Полужирным шрифтом выделена партия получившая больше всего голосов и мест.

## Женская квота
Количество женщин среди депутатов ландтага колебалось от 20 (в 4-м созыве) до 46 в 3-м созыве.

## Печатные издания
Периодически издавались собрания собрания протоколов Ландтага Пруссиия (Verhandlungen des Preußischen Landtags).